# Rio Clisavăţ
O Rio Clisavăţ é um rio da Romênia, afluente do Topolniţa, localizado no distrito de Mehedinţi.